# Transesterificare
În chimia organică, transesterificarea este un proces prin care un rest R″ dintr-un ester este substituit cu un rest R′ dintr-un alcool. Reacțiile de transesterificare sunt de obicei realizate cu ajutorul unui catalizator, care poate fi un  acid sau o bază.

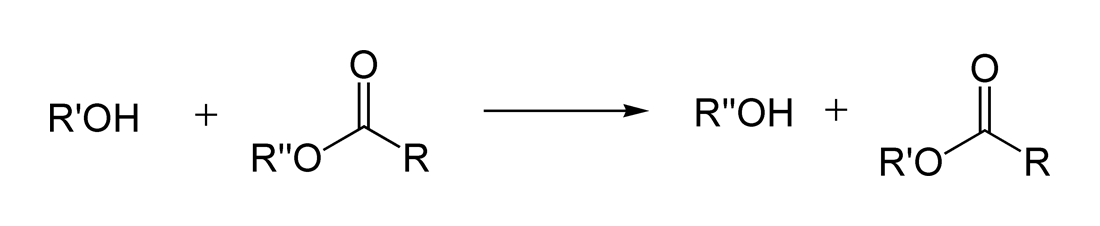
Schema generală a unei reacții de transesterificare: alcool + ester → alt alcool + alt ester

## Mecanism
În mecanismul transesterificării, se observă într-o primă etapă atacul nucleofil al alcoolului (în cataliză acidă) sau al ionului alcoxid (în cataliză bazică) ce are loc la grupa carbonil, obținându-se un intermediar tetraedric. Acesta poate fie să treacă în noul alcool și în noul ester (RCOOR2), fie să refacă speciile inițiale. Se poate observa că speciile ce participă în această reacție se află în echilibru chimic, iar obținerea majoritară a produșilor de reacție depinde de mai mulți factori.